# Рудна Глава
Рудна Глава је насеље у Србији у општини Мајданпек у Борском округу. Према попису из 2022. у насељу је било 1.601 становника (према попису из 2011. има 2010 становника, према попису из 2002. било је 2309 становника).
У близини насеља се налази истоимени археолошки локалитет, центар раног праисторијског рударства, који се данас налази под заштитом Републике Србије, као археолошко налазиште од изузетног значаја.

## Етимологија
Назив добија по специфичним облицима рељефа купастог облика – главе, и утврђених трагова ранијег рударства.

## Положај и тип
Рудна Глава је варошица разбијеног типа ако сагледавамо читаву територију месне заједнице, која се прожима неких 14 км дуж магистрале 1 Б реда бр.33 Пожаревац - Неготин , на долинским странама Шашке реке и југоисточним падинама Лишковца, у висинској зони 180–690 метара.
Сам централни део варошице који је збијеног типа где има све карактеристике мањег градског насеља са малим градским тргом,вишеспратном стамбеном зградом, мноштвом угоститељских и трговинских радњи, затвореном пијацом, банком поштанске штедионице, осмогодишњом школом "Бранко Перић" са модерном спортском халом капацитета 200 седишта, домом здравља „Др Верољуб Цакић“ - здравствена станица, здравственим апотекама, ветеринарском станицом, пољопривредним апотекама, фабриком Јумко компанија са седиштем у Врању, која се бави производњом предива, конца, тканине, конфекције, и трикотаже и мањи приватни индустријски погони за прозводњу намештаја.
Рудна Глава удаљена је 24 км југоисточно од Мајданпека и 35 км од Доњег Милановца другог градског насеља у општини. Она је административни центар два засеока: Крш и Близну која имају све одлике правих сеоских насеља, затим мањих насеља која имају неке назнаке засеока у настајању попут Беглука, Букове Главе, Белог Изворца, Прераста и Завете.
Културни, просветни, спортски, трговински и саобраћајни центар микрорегије Горњи Пореч.
Цвијић је 1902. записао да „има и таквих села, на пример Рудна Глава у Поречу, чији сељаци стално на појатама живе, у село или кући силазе само о празницима или по позиву власти. Кућа збијенога села је овде, дакле, нека врста празничне куће; права сељачка кућа је појата.“

## Историја
Општим законом о уређењу општина и срезова из 1955. године почиње фаза изградње новог-комуналног система у ФНРЈ. Од 1955. до 1959. године је ово насеље седиште општине Рудна Глава коју су чинила насељена места: Рудна Глава, Црнајка, Горњане,Танда и Клокочевац. Граничила се са новоформираним општинама Мајданпек на северо-западу, Влаоле на западу, Доњи Милановац на северу, Јабуковац на северу-истоку, Штубик на истоку, Салаш на југу-истоку и Бор на југу.  После укидања општине 1960. подручје бивше општине подељено је и ушло у састав општине Мајданпек (Рудна Глава, Црнајка), општине Бор (Горњане, Танда) и општине Доњи Милановац (Клокочевац).

## Археолошки налази
Археолошко налазиште Рудна глава припада Винчанској култури и представља средиште једног од најранијих рударстава бакра у југоисточној Европи. Археолошка истраживања Рудне главе су вршена између 1969. и 1979. године, а потом су повремено настављана.
Осим Рудне главе, постоје и налазишта Букова глава – Шетаће из Коцофени–Костолац културе, Басараби култура 2.800 год. пре нове ере,
и Кузњица (Злотска група/Фериђиле група 500 - 400 год. пре нове ере, млађе гвоздено доба).

## Култура

### Верски објекти
Црква у Рудној Глави подигнута је 1900. године од тврдог материјала, заузимањем тадашњег свештеника Видака Отовића и председника општине Страина Остроглавића. Посвећена је Светом Сави.
У славу стогодишњице устанка Карађорђева за владе краља Србије Петра I Карађорђевића, при овој цркви подигнута је звонара са 2 звона 1904. године заузимањем и пожртвовањем Стојана Моцића пароха рудноглавског, Пауна Бадркића председника општинског, Николе Н. Трифуновића, Петра Иђитана, Петра Јанковића, Станоја Уришкића, Петра П. Траиловића, Петра Венћиловића, Јанка Трујановића, Стојана Пауновића и осталих грађана села рудноглавског.

### Гробља и заветине
Рудна Глава има два гробља, старо с једне стране реке Шашке, и ново с друге стране.
Заветина је о Спасовдану, када се с литијом обилазе поља и записи. Место храмовске посвете, која је доцнијег датума, слави се Петровдан као црквена слава.

### Дом културе
Постоје два дома културе на територији месне заједнице, један у центру варошице други у Близни.

## Просвета
ОШ „Бранко Перић” у Рудној Глави наставља традицију основног образовања отварањем школе 1867. године.

### Историјат
Најстарији просветни објекат у Горњем Поречу налази се у селу Црнајка, школа је отворена давне 1819. год. трећа после Мајданпечке у 18. веку и Поречке 1807.год. у општини.
У петак, 12. јануара 1867. године председник Примеритељног суда општине Рудна Глава, Траило Марковић, његови помоћници Никола Ђорђевић и Јанко Крачун, као и одборници Симион Биреш, Петар Пунђеј, Петар Новаковић, Јован Филип, Паун Траиловић и Јован Јовановић поднели су посредством среских и окружних власти молбу министру просвете и црквених дела:
"Летос, када је заступник Госпонина Министра просвете и црквених дела у нашој обштини био ми смо Га молили да нам дозволи одобрити имати школу у нашој обштини а у новој кући примир суда која има две велике собе и кујну, а ми се старом пошто је оправимо - служимо, а у исто време да нам и свјашченика (свештеника) имати одобрити, као и доцније цркву подићи дозволи, да не би морали чак у Црнајку око овакови послова ићи, гди нам се највеће препреке догађају кад река дође преко које морамо прелазити и овијем подобно, - и Он нам је обећао удоволетворити онда кад му редовним путем ово предложимо. По овом убеђењу ми смо под данашњим предложили полицајној власти подествовање, а међу тим не пропуштамо ни непосредно Господина Министра просвете и црквени(х) дела умолити, да нам изволи за сада одобрити школу у поменутој кући обштинској имати и учитеља послати, а тако и свјашченика дати, јер обштина ова у стању је дати прописани број ученика и свјашченика са преко 200 домова издржати, па потом да нас скорије извести, како би могли благовремено потребе школске прибавити."
После два месеца, 11. марта 1867. године, Господин Министар шаље допис (решење!) Начелнику Крајинског округа, Но 122, (из Београда):
"Обштина рудноглавска молила ме, да јој одобрим, да може у новосаграђеној обштинској кући школу отворити а исто тако да може и свјашченика у своме селу имати. Што се тиче тога, да село Рудна Глава има свога свјашченика, о томе сам дао одобрење, које ће им епархијска неготинска конзисторија саобштити, што се тиче отварања школе у новосаграђеној обштинској кући, то исто одобравам, почем знам, да је та зграда удобна за школу, и да из Рудне Главе може бити онолико ђака, колико је потребно да по закону буде. Нека Начелство о томе извести рудноглавску обштину и закаже, да школске потребе набави, о чему имају они Начелство известити, а Начелство нека до 1. јунија извести нас као и то да барем 25 ученика има пописати за школу, како би се учитељ за ту школу, у почетку наступајуће школске године могао одредити. М. Илић"
Десетак дана после одређеног рока за извештај о току припрема за отварање школе у Рудној Глави, министар просвете је обавештен:
"Начелник среза ... је известио (округ) да је обштина рудноглавска подигла нову школу за себе, коју је са свим потребностима снабдела, па моли да се то јави Господину Министру просвете, како би могао за поменуту школу учитеља наименовати."
До 25. јула министар је дознао да је занемарена молба општине и његово одобрење за отварање школе у новосазиданој општинској кући у Рудној Глави.. Одмах је тржио образложење за ту измену. Дана 18. августа 1867. године, помоћник начелника округа Крајинског послао је учтиво образложење због чега је измењено одобрење. Житељи Рудне Главе су на збору одлучили да општински суд буде у новој згради а школа и учитељски стан у старој оправљеној општинској кући.
Министар 1. септембра 1867. године јавља: "По писму начелства од 18. пр. м. Но 7330, наређујем да се школа рудноглавска смести у новосазиданој општинској кући у Рудној Глави, јер је та зграда виднија, виша и пространија, и по томе удобнија за школу од старе општинске куће."
Пре него што је завршен спор око зграде нове школе у Рудној Глави, министар је поставио 16. августа 1867. године за учитеља Милисава Цветића. Наредних 50 година, до 1919. године, школа је била у новој згради, а тада је бујица поткопала темељ и зграда се срушила.
Нову школску зграду село је изградило 1924. године а највише заслуга је имао Никола Фуфуловић тадашњи председник општине, зашта је одликован похвалницом министарства просвете. Школа је временом мењала свој изглед и место, тако да је на новој локацији 1959. године изграђена садашња стара зграда са осам учионица. Године 1979. изграђена је нова зграда са још седам учионица и пратећим просторијама.
Некада је школа бројала и до 700 ученика, осамдесетих година 20. века.

### Школа данас
Тренутно школа броји 303 ученика и запослено је 29 наставника. Настава се изводи како у матичној школи у Рудној Глави, тако и у подручним одељењима у Црнајки, Близни и на Кршу. Некада је постојало подручно одељење код Милошеве Куле и на Буковој Глави, па чак и по информацијама самих мештана и на потезу званом Шопот у приватној кући.

## Спорт
На територији месне заједнице постоје два фудбалска клуба, ФК Рудна Глава и ФК Близна која се заједно такмиче у Окружној лиги Бор у сезони 2023/24. Величина места није велика али зато дерби "шашке" је огроман, пун емоција, страсти и спортског витешства. Велики ривали који укрштају копља већ пуних 10 година и који привлачи огроман број љубитеља фудбала не само локалног места већ и целе општине и региона.

### Спортски објекти

#### Спортски центар крај Шашке
Спортски центар крај Шашке налази се у непосредној близини центра варошице у близини ново-формиране индустријске зоне и прве фабрике Јумко. Модеран компекс садржи атлетски стадион са трибинама за 200 гледалаца и поред самог стадиона изграђена су два терена за рукомет и један терен за одбојку са трибинама и рефлекторима за ноћне термине. Цео комплекс је привлачан за припреме екипа због садржаја. Што се тиче осталих садржаја направљен је забавни парк за родитеље са децом и теретана на отвореном. Тренутно се гради натриквени објекат-теретана  за зимске периоде.

#### Аква парк
Уз потребу и молбу самих житеља одрађен је пројекат аква парка у склопу комплекса СЦ крај Шашке са три базена. Олимпијски базен, базен за непливаче и базен са тобоганима уз пратећу инфраструктуру у виду свлачионица унапредиће спортски центар и пливлачиће посетиоце не само општине већ и региона.

#### Спортска хала ОШБранко Перић
Спортска хала од 900 квадратних метара спортског борилишта и изграђених свлачионица за домаће, гостујуће играче као и за судије, испуњавају се прописе за највиши степен такмичења у рукомету, одбојци, малом фудбалу, боксу и осталих пратећих спортова. Изграђене су трибине са зеленим пластичним столицама која симболизује шумовит крајолик и сам рудник са капацитетом од 200 столица.

## Демографија
Према последњем попису из 2022. године у насељу Рудна Глава је живело 1.601 становника што је за 409 мање у односу на 2011. када је на попису било 2.010 становника. У насељу живи 1.380 пунолетних становника, а просечна старост становништва износи 48,06 година (47,01 код мушкараца и 49,23 код жена).
Према подацима пописа из 2022. у насељу има 637 домаћинства, а просечан број чланова по домаћинству је 2,51 а према истом попису у насељу има 999 стамбених јединица од којих је 645 насељених.
Ово насеље је углавном насељено Србима (према попису из 2002. године), а у последња три пописа, примећен је пад у броју становника.
|  |

| Демографија | Демографија | Демографија |
| Година      | Становника  | Становника  |
| ----------- | ----------- | ----------- |
| 1857.       | 935         |             |
| 1890.       | 1.317       |             |
| 1900.       | 1.587       |             |
| 1910.       | 1.983       |             |
| 1921.       | 1.712       |             |
| 1931.       | 2.212       |             |
| 1948.       | 2.863       |             |
| 1953.       | 3.010       |             |
| 1961.       | 3.215       |             |
| 1971.       | 3.088       |             |
| 1981.       | 2.887       |             |
| 1991.       | 2.549       | 2.541       |
| 2002.       | 2.309       | 2.410       |
| 2011.       | 2.010       |             |
| 2022.       | 1.601       |             |

| Етнички састав према попису из 2002.‍ | Етнички састав према попису из 2002.‍ | Етнички састав према попису из 2002.‍ | Етнички састав према попису из 2002.‍ | Етнички састав према попису из 2002.‍ |
| ------------------------------------ | ------------------------------------ | ------------------------------------ | ------------------------------------ | ------------------------------------ |
|                                      |                                      |                                      |                                      |                                      |
| Срби                                 | Срби                                 |                                      | 1.615                                | 69,94%                               |
| Власи                                | Власи                                |                                      | 636                                  | 27,54%                               |
| Бугари                               | Бугари                               |                                      | 7                                    | 0,30%                                |
| Румуни                               | Румуни                               |                                      | 3                                    | 0,12%                                |
| Црногорци                            | Црногорци                            |                                      | 2                                    | 0,08%                                |
| Словенци                             | Словенци                             |                                      | 2                                    | 0,08%                                |
| Хрвати                               | Хрвати                               |                                      | 1                                    | 0,04%                                |
| Немци                                | Немци                                |                                      | 1                                    | 0,04%                                |
| Муслимани                            | Муслимани                            |                                      | 1                                    | 0,04%                                |
| Македонци                            | Македонци                            |                                      | 1                                    | 0,04%                                |
| непознато                            | непознато                            |                                      | 10                                   | 0,43%                                |

| Година пописа     | 1948. | 1953. | 1961. | 1971. | 1981. | 1991. | 2002. |
| ----------------- | ----- | ----- | ----- | ----- | ----- | ----- | ----- |
| Број домаћинстава | 552   | 577   | 712   | 827   | 823   | 814   | 879   |

| Број чланова      | 1   | 2   | 3   | 4   | 5  | 6  | 7 | 8 | 9 | 10 и више | Просек |
| ----------------- | --- | --- | --- | --- | -- | -- | - | - | - | --------- | ------ |
| Број домаћинстава | 189 | 298 | 157 | 157 | 53 | 20 | 4 | 0 | 0 | 1         | 2,63   |

| Пол    | Укупно | Неожењен/Неудата | Ожењен/Удата | Удовац/Удовица | Разведен/Разведена | Непознато |
| ------ | ------ | ---------------- | ------------ | -------------- | ------------------ | --------- |
| Мушки  | 999    | 275              | 636          | 53             | 35                 | 0         |
| Женски | 947    | 126              | 616          | 178            | 27                 | 0         |
| УКУПНО | 1.946  | 401              | 1.252        | 231            | 62                 | 0         |

| Пол    | Укупно                    | Пољопривреда, лов и шумарство | Рибарство                            | Вађење руде и камена | Прерађивачка индустрија       |
| ------ | ------------------------- | ----------------------------- | ------------------------------------ | -------------------- | ----------------------------- |
| Мушки  | 514                       | 99                            | 0                                    | 218                  | 85                            |
| Женски | 201                       | 80                            | 0                                    | 19                   | 45                            |
| УКУПНО | 715                       | 179                           | 0                                    | 237                  | 130                           |
| Пол    | Производња и снабдевање   | Грађевинарство                | Трговина                             | Хотели и ресторани   | Саобраћај, складиштење и везе |
| Мушки  | 36                        | 10                            | 10                                   | 5                    | 5                             |
| Женски | 0                         | 0                             | 19                                   | 4                    | 1                             |
| УКУПНО | 36                        | 10                            | 29                                   | 9                    | 6                             |
| Пол    | Финансијско посредовање   | Некретнине                    | Државна управа и одбрана             | Образовање           | Здравствени и социјални рад   |
| Мушки  | 1                         | 3                             | 11                                   | 11                   | 2                             |
| Женски | 2                         | 0                             | 1                                    | 15                   | 10                            |
| УКУПНО | 3                         | 3                             | 12                                   | 26                   | 12                            |
| Пол    | Остале услужне активности | Приватна домаћинства          | Екстериторијалне организације и тела | Непознато            | Непознато                     |
| Мушки  | 6                         | 0                             | 0                                    | 12                   | 12                            |
| Женски | 4                         | 0                             | 0                                    | 1                    | 1                             |
| УКУПНО | 10                        | 0                             | 0                                    | 13                   | 13                            |

## Познате личности
- Илија Филиповић, вајар

## Галерија
- Натпис Рудна Глава
- Централни трг
- Археолошко налазиште Рудна глава
- Центар варошице са погледом на стамбену зграду
- Панорама са јужне стране
- Панорама са јужне стране
- Централни трг варошице
- Улица Светог Саве